# Evropský hospodářský prostor

Evropský hospodářský prostor:
Členové EHP v EU
Členové EHP mimo EU, členové ESVO
Státy mimo EHP:
Dohodu neratifikovali (Švýcarsko)
Bývalý člen (Británie)

Evropský hospodářský prostor (EHP), (anglicky European Economic Area - EEA), je prostor, ve kterém je zaručena svoboda pohybu zboží, osob, služeb a kapitálu uvnitř Evropského jednotného trhu. Vznikl 1. ledna 1994 na základě dohody uzavřené mezi členskými státy Evropského sdružení volného obchodu (ESVO/EFTA) a Evropským společenstvím (dnešní Evropská unie) a jeho členskými státy v Portu v roce 1992. Dohoda o EHP specifikuje, že členství v Evropském vnitřním trhu je otevřeno pro členy EU a mimounijní členy ESVO.
Smlouva rozšířila na celé území EHP platnost čtyř základních svobod (volný pohyb zboží, osob, služeb a kapitálu), jaké platí na území EU a tím pádem umožnila zejména volný obchod mezi všemi zeměmi EU a třemi zeměmi ESVO. Podmínkou k rozšíření těchto svobod pro občany a území Islandu, Norska a Lichtenštejnska je zejména zavádění vymezených částí legislativy Evropské unie do právních řádů těchto států. Účast Švýcarska odmítli v roce 1992 jeho občané v povinném referendu, Švýcarsko si však zajišťuje podobně jako země EHP svou účast na Evropském jednotném trhu a tím i svobodu pohybu zboží, osob, služeb a kapitálu svými bilaterálními dohodami s EU.
Zásadní nevýhodou celé dohody pro tři zmiňované země, které nejsou členy EU, ale jsou členy EHS, je právě nečlenství v EU a s tím související minimální vliv na normy vytvářené Unií.
Většina Evropského hospodářského prostoru je součástí Schengenského prostoru, oblasti, kde mohou osoby překračovat hranice bez hraniční kontroly. Součástí Schengenu však je jen 25 států EU, u ostatních států Unie jsou hraniční kontroly zachovány, naopak všechny 4 státy ESVO, tedy i Švýcarsko, součástí Schengenského prostoru jsou.